# Varzy
Varzy és un municipi francès, situat al departament del Nièvre i a la regió de Borgonya - Franc Comtat. L'any 2007 tenia 1.358 habitants.

## Demografia

### Població
El 2007 la població de fet de Varzy era de 1.358 persones. Hi havia 548 famílies, de les quals 204 eren unipersonals (68 homes vivint sols i 136 dones vivint soles), 180 parelles sense fills, 136 parelles amb fills i 28 famílies monoparentals amb fills.
La població ha evolucionat segons el següent gràfic:
Habitants censats

### Habitatges
El 2007 hi havia 825 habitatges, 548 eren l'habitatge principal de la família, 163 eren segones residències i 114 estaven desocupats. 753 eren cases i 66 eren apartaments. Dels 548 habitatges principals, 371 estaven ocupats pels seus propietaris, 153 estaven llogats i ocupats pels llogaters i 25 estaven cedits a títol gratuït; 17 tenien una cambra, 46 en tenien dues, 126 en tenien tres, 172 en tenien quatre i 188 en tenien cinc o més. 379 habitatges disposaven pel capbaix d'una plaça de pàrquing. A 319 habitatges hi havia un automòbil i a 133 n'hi havia dos o més.

### Piràmide de població
La piràmide de població per edats i sexe el 2009 era:
| Homes | Edats   | Dones |
| ----- | ------- | ----- |
| 0     | 95 o +  | 0     |
| 12    | 90 a 94 | 20    |
| 8     | 85 a 89 | 40    |
| 12    | 80 a 84 | 28    |
| 24    | 75 a 79 | 60    |
| 52    | 70 a 74 | 56    |
| 40    | 65 a 69 | 48    |
| 48    | 60 a 64 | 44    |
| 48    | 55 a 59 | 36    |
| 40    | 50 a 54 | 28    |
| 44    | 45 a 49 | 32    |
| 32    | 40 a 44 | 36    |
| 36    | 35 a 39 | 68    |
| 44    | 30 a 34 | 44    |
| 24    | 25 a 29 | 12    |
| 28    | 20 a 24 | 12    |
| 40    | 15 a 19 | 36    |
| 32    | 10 a 14 | 28    |
| 24    | 5 a 9   | 32    |
| 24    | 0 a 4   | 16    |

## Economia
El 2007 la població en edat de treballar era de 784 persones, 477 eren actives i 307 eren inactives. De les 477 persones actives 434 estaven ocupades (237 homes i 197 dones) i 43 estaven aturades (19 homes i 24 dones). De les 307 persones inactives 91 estaven jubilades, 130 estaven estudiant i 86 estaven classificades com a «altres inactius».

### Ingressos
El 2009 a Varzy hi havia 542 unitats fiscals que integraven 1.136,5 persones, la mediana anual d'ingressos fiscals per persona era de 15.759 €.

### Activitats econòmiques
Dels 84 establiments que hi havia el 2007, 1 era d'una empresa extractiva, 2 d'empreses alimentàries, 1 d'una empresa de fabricació de material elèctric, 8 d'empreses de fabricació d'altres productes industrials, 10 d'empreses de construcció, 16 d'empreses de comerç i reparació d'automòbils, 5 d'empreses de transport, 10 d'empreses d'hostatgeria i restauració, 2 d'empreses financeres, 7 d'empreses immobiliàries, 9 d'empreses de serveis, 10 d'entitats de l'administració pública i 3 d'empreses classificades com a «altres activitats de serveis».
Dels 29 establiments de servei als particulars que hi havia el 2009, 1 era una oficina d'administració d'Hisenda pública, 1 gendarmeria, 1 oficina de correu, 2 oficines bancàries, 1 funerària, 3 tallers de reparació d'automòbils i de material agrícola, 3 paletes, 2 guixaires pintors, 3 fusteries, 2 empreses de construcció, 1 perruqueria, 2 veterinaris, 4 restaurants, 2 agències immobiliàries i 1 saló de bellesa.
Dels 7 establiments comercials que hi havia el 2009, 1 era un hipermercat, 1 una botiga de més de 120 m², 2 fleques, 1 una fleca, 1 una peixateria i 1 una joieria.
L'any 2000 a Varzy hi havia 17 explotacions agrícoles que ocupaven un total de 2.136 hectàrees.

## Equipaments sanitaris i escolars
El 2009 hi havia 1 farmàcia i 1 ambulància.
El 2009 hi havia 1 escola maternal i 1 escola elemental. Varzy disposava d'un liceu tecnològic amb 224 alumnes.

## Poblacions més properes
El següent diagrama mostra les poblacions més properes.